# ジョセファス・ダニエルズ

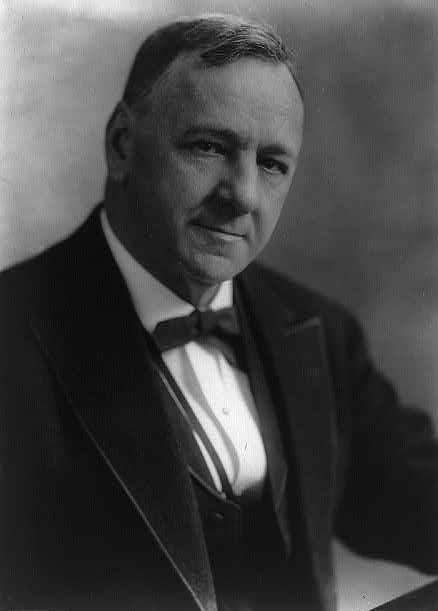
ジョセファス・ダニエルズ

ジョセファス・ダニエルズ（Josephus Daniels, 1862年5月18日 - 1948年1月15日）は、アメリカ合衆国の政治家、新聞出版者。第一次世界大戦期の1913年から1921年まで、ウッドロウ・ウィルソン大統領の下で第41代アメリカ合衆国海軍長官を務めた。

## 生い立ちと家族
1862年、ダニエルズはノースカロライナ州ワシントンで生まれた。父親のジョセファス・ダニエルズ (Josephus Daniels, 1828-1865) は南北戦争で連合国軍に参加したが、戦争末期に事故で死亡した。母親のメアリー・クリーヴス・シーブルック (Mary Cleaves Seabrook, 1835-1923) はノースカロライナ州出身の一般家庭の娘であった。
ダニエルズの父親が死亡した後、ダニエルズとその兄弟姉妹は母親とともにノースカロライナ州ウィルソンに移り住んだ。ダニエルズはノースカロライナ州立ウィルソン高等学校で学んだ後、ノースカロライナ大学チャペルヒル校で法律を学び、1885年にノースカロライナ州から弁護士として認可を受けた。
1888年5月2日、ダニエルズはノースカロライナ州において、第40代ノースカロライナ州知事ジョナサン・ワースの孫娘アデレード・ワース・バグリー (Adelaide Worth Bagley 1869-1943) と結婚した。ダニエルズ夫妻は以下の子供をもうけた。
- アデレード・ダニエルズ (Adelaid Daniels, 1892-1893)
- ジョセファス・ダニエルズ (Josephus Daniels 1894-1964)
- ワース・バグリー・ダニエルズ (Worth Bagley Daniels, 1899-1978)
- ジョナサン・ワース・ダニエルズ (Jonathan Worth Daniels, 1902-1981) - 第3代アメリカ合衆国大統領報道官
- フランク・アーサー・ダニエルズ (Frank Arthur Daniels, 1904-1985)

## 初期の実業活動
ダニエルズは地元ウィルソンの新聞社ウィルソン・アドヴァンス (Wilson Advance) で編集者となり、その後同社を買収した。またその数年後、ダニエルズはキングストン・フリー・プレス (Kinston Free Press) 社とロッキー・マウント・リポーター (Rocky Mount Reporter) 社で共同経営者の1人となった。
ダニエルズは週刊誌デイリー・ステイト・クロニクル (Daily State Chronicle) を買収後、ノースカロライナ民主党との結びつきを次第に強めていった。ダニエルズは1887年から1893年までノースカロライナ州の州印刷工を務め、その後1893年から1895年まで合衆国内務省の書記長を務めた。

## ニュース・アンド・オブザーバー
1894年、ダニエルズはノースカロライナ州ローリーの新聞社ニュース・アンド・オブザーバーの過半数株式を獲得し、支配権を掌握した。ニュース・アンド・オブザーバーは州民主党支持の態度を明確に示し、民主党を擁護する論説を展開した。
その当時、州民主党は共和党と人民党の連立に悪戦苦闘していた。ダニエルズをはじめとする州民主党員は、人種差別の論調を前面に出した白人至上主義運動を展開した。その結果、州民主党は1898年と1900年の州議会選挙で勝利を収め、アフリカ系アメリカ人の公民権を剥奪することに成功した。

## 合衆国海軍長官
1912年の大統領選挙においてダニエルズは、ウッドロウ・ウィルソンを支持した。そして選挙に勝利したウィルソンは大統領就任後、1913年3月にダニエルズを海軍長官に任命した。ダニエルズはウィルソン大統領の任期満了となる1921年3月まで８年間、海軍長官を務め、第一次世界大戦では合衆国海軍を監督した。かれの下で、1913-20年まで次官を長くつとめたのが、フランクリン・ルーズベルトであった。
ダニエルズは海軍長官として、装甲板金工場や電信電話の所有権が政府にあると主張した。またダニエルズは1914年6月1日、合衆国海軍の艦船での飲酒を禁止する命令を発布した。ダニエルズは酒の代わりにコーヒーを推奨した。1杯のコーヒーを意味する俗語「Cup of Joe」はここから誕生した。
第一次世界大戦中、ダニエルズは海軍にとって有益となる発明を促進するため、海軍諮問委員会を創設した。ダニエルズは発明家トーマス・エジソンに対して諮問委員会の委員長就任を要請した。また第一次世界大戦に関してダニエルズは、合衆国では戦争参加のための十分な準備ができておらず、新たな技術が必要であると憂慮した。
またこの戦争中に合衆国海軍は戦艦・巡洋戦艦を始めとする大規模な艦艇の建造計画を立てた。この計画は大海軍法と呼ばれ、日本では計画立案当時の海軍長官である彼の名前からダニエルズ・プランと称されている。
ダニエルズは海軍長官在任中の1919年、合衆国海軍や政府に関する著書『海軍および国家』を刊行した。

## 晩年
1921年、ダニエルズはニュース・アンド・オブザーバー社で編集職を再開した。
ダニエルズは1932年の大統領選挙においてフランクリン・ルーズベルトを支持した。ルーズベルトは大統領就任後の1933年3月17日、ダニエルズをメキシコ駐在の特命全権大使に指名した。ダニエルズは同年4月に着任した。以後、8年にわたって大使をつとめた。
1941年11月、ダニエルズは妻の健康的理由により大使職を辞任し、ノースカロライナ州ローリーへ帰郷した。その後ダニエルズは5巻の自叙伝を完成させ、1948年1月にローリーで死去した。ダニエルズの遺体はローリー市内のオークウッド墓地に埋葬された。
ダニエルズが所有していたニュース・アンド・オブザーバー社の株式は、ダニエルズの子供たちに分割相続された。ダニエルズの息子の1人であるジョナサン・ワース・ダニエルズはニュース・アンド・オブザーバー社の編集長となった。
ダニエルズの死後、合衆国海軍では、その功績を称えて、ベルナップ級ミサイル巡洋艦ジョセファス・ダニエルズにその名が付けられた。

## 著書
- Daniels, Josephus. Editor in Politics. Chapel Hill: The University of North Carolina Press, 1941.